# Palazzo Comunale (Alba)
Il Palazzo Comunale di Alba è un edificio storico, sede municipale della città di Alba in Piemonte.

## Storia
L'edificio, che risale al XIV secolo, venne sottoposto a importanti intervento a opera dell'architetto Giorgio Busca nel corso del XIX secolo che ne diminuirono il carattere medievale.

## Descrizione
L'edificio sorge sulla piazza Risorgimento nel centro storico della città di Alba.
Nella sala del Consiglio sono conservati importanti dipinti come una tavola raffigurante una Vergine con il Bambino di Macrino d’Alba risalente al 1501.